# Comuna Novovoznesenske, Vîsokopillea
Novovoznesenske (în ucraineană Нововознесенське) este o comună în raionul Vîsokopillea, regiunea Herson, Ucraina, formată din satele Dobreanka, Kostîrka, Novovoznesenske (reședința) și Veremiivka.

## Demografie
Componența lingvistică a comunei Novovoznesenske
     Ucraineană (95,22%)
     Rusă (3,08%)
     Alte limbi (1,17%)
Conform recensământului din 2001, majoritatea populației comunei Novovoznesenske era vorbitoare de ucraineană (95,22%), existând în minoritate și vorbitori de rusă (3,08%).